# Malarz Berliński

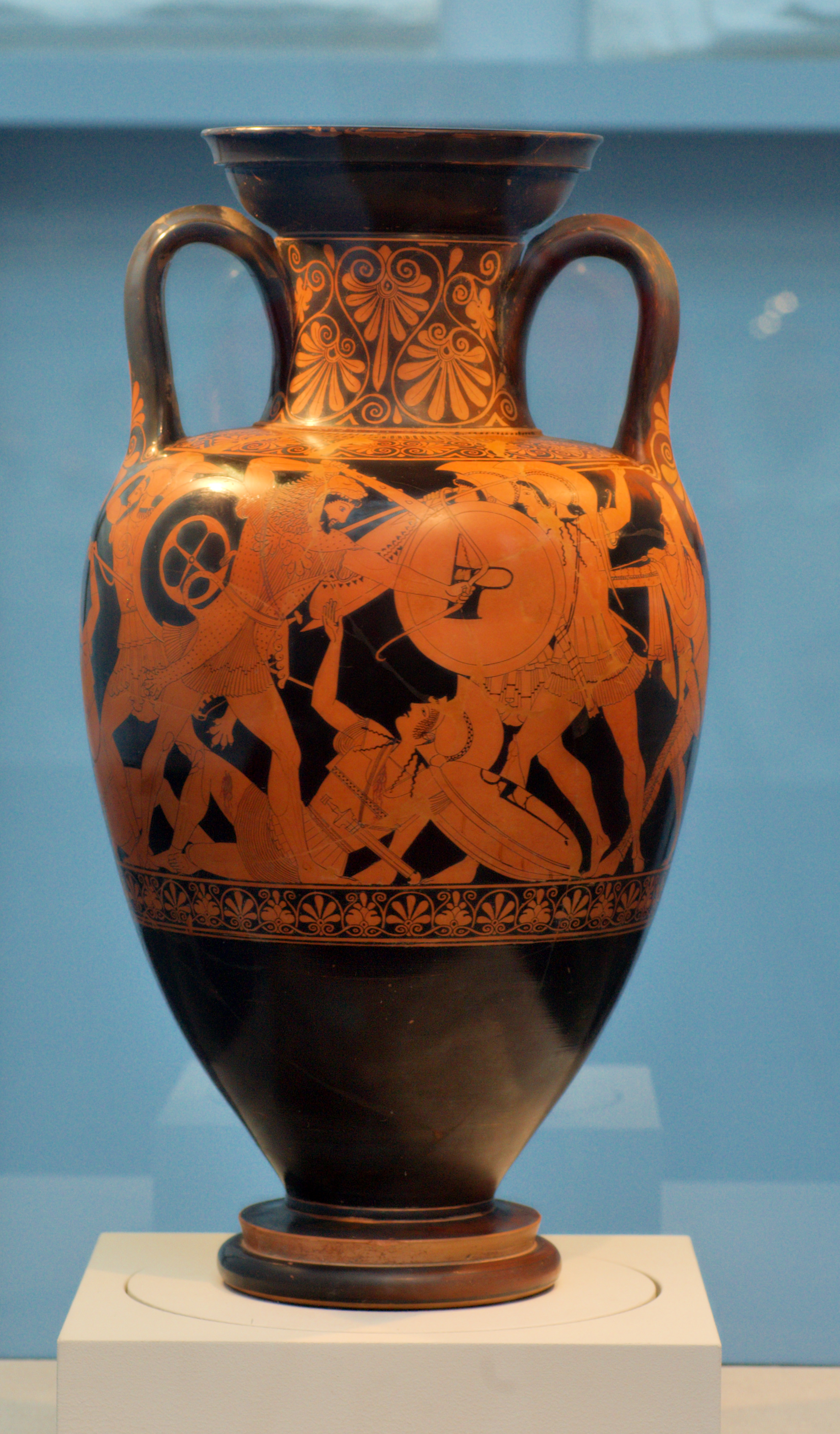
Amfora Malarza Berlińskiego ze sceną amazonomachii (ok. 490 p.n.e.)

Malarz Berliński – ateński malarz ceramiki działający ok. 500–460 p.n.e., tworzący w stylu czerwonofigurowym.

## Działalność
Jego miano pochodzi od datowanej na ok. 480 p.n.e. okazałej amfory ozdobionej sceną przedstawiającą Hermesa, satyra i fauna, znajdującej się w berlińskim Antikensammlung (nr F 2160 z dawnych zbiorów Altes Museum). Przypisuje mu się autorstwo około 300 waz. Zazwyczaj malował tylko jedną postać na każdej stronie naczynia. Charakterystycznymi cechami jego stylu są skróty perspektywiczne, zainteresowanie ludzką anatomią oraz eleganckie, dostojne pozy postaci.
Zaliczany do mistrzów okresu późnoarchaicznego (500–480 p.n.e.), miał szereg czynnych, choć częściowo tylko wyróżnionych następców. Za jego uczniów uważani są m.in. Malarz Achillesa, Malarz Providence i Hermonaks.
Był typowym malarzem dużych form (kraterów, stamnosów, hydrii i amfor), w tym wielu amfor panatenajskich zdobionych w wymaganych obyczajem technice czarnofigurowej. Jedna z nich, datowana na ok. 470 p.n.e., a przedstawiająca „dynamiczną i monumentalną” scenę wyścigu jeźdźców, znajduje się w zbiorach Muzeum Narodowego w Warszawie (nr inw. 142346 MNW).